# Référendum roumain de 2019
Un  double référendum non contraignant a lieu le 26 mai 2019 en Roumanie en même temps que les élections européennes. 
La population est amenée à se prononcer sur deux questions. La première porte sur l'interdiction des pardons et des amnisties en faveur de personnes condamnées pour corruption. La seconde propose  quant à elle d'interdire au gouvernement de recourir à des ordonnances d'urgence dans le domaine judiciaire, et à faciliter le droit de recours à la Cour constitutionnelle contre ce type d'ordonnance.
Le référendum étant non contraignant, le parlement devra décider par la suite comment mettre en œuvre le résultat, s'il est positif. Le scrutin fait néanmoins parti d'un bras de fer entre le président Klaus Iohannis, à l'origine de ce référendum, et le gouvernement social-démocrate des Premiers ministres Sorin Grindeanu, Mihai Tudose, puis Viorica Dăncilă. Le résultat est ainsi jugé susceptible de faire reculer ce dernier dans ses tentatives de réformes du système judiciaire, jugées conciliantes envers les auteurs de corruption.
Les deux propositions sont approuvées par plus de 80 % des votants, pour un taux de participation qui, bien que ne s'élevant qu'à un peu plus de 40 %, se révèle plus important qu'attendu, et permet une validation des résultats par franchissement des quorum exigés. Le référendum est par conséquent vu comme un désaveu de la coalition au pouvoir qui avait appelé au boycott, et un soutien à la lutte anticorruption du président Iohannis.

## Contexte

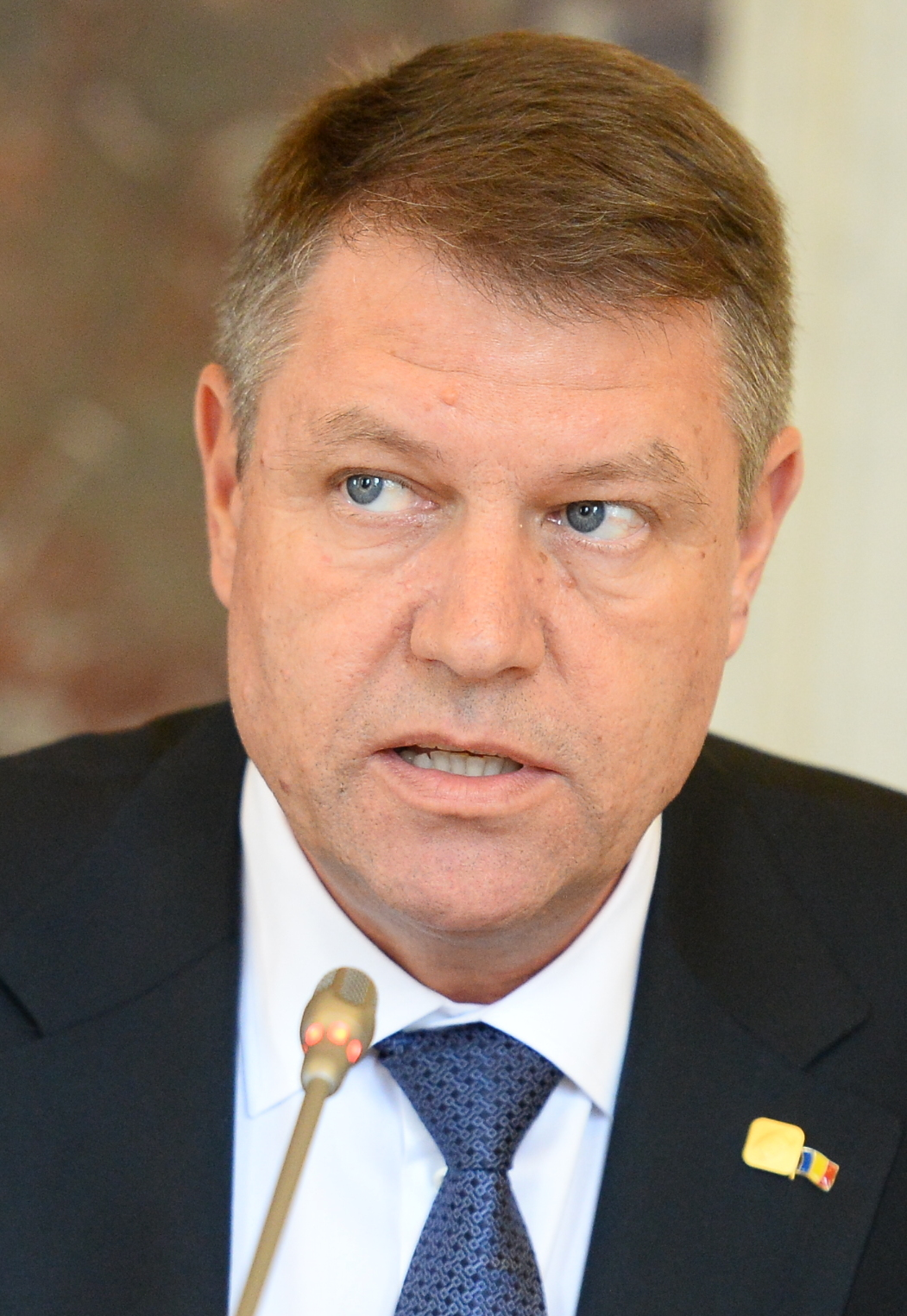
Le président Klaus Iohannis en 2015

Le référendum fait suite à un conflit ouvert entre le gouvernement eurosceptique du  social-démocrate Sorin Grindeanu et le président de centre droit pro-européen Klaus Iohannis. Ce dernier juge les actions du gouvernement comme une « attaque contre le système judiciaire » visant à affaiblir la lutte contre la corruption, en plein essor depuis les réformes liées à l'entrée dans l'Union européenne (UE). Le gouvernement, composé du PSD et d'un partenaire minoritaire, l'ALDE, est très critique envers les institutions européennes, affirme pour sa part que ses réformes visent à corriger les « abus » de magistrats qu'il accuse de fonctionner en « État parallèle ». 

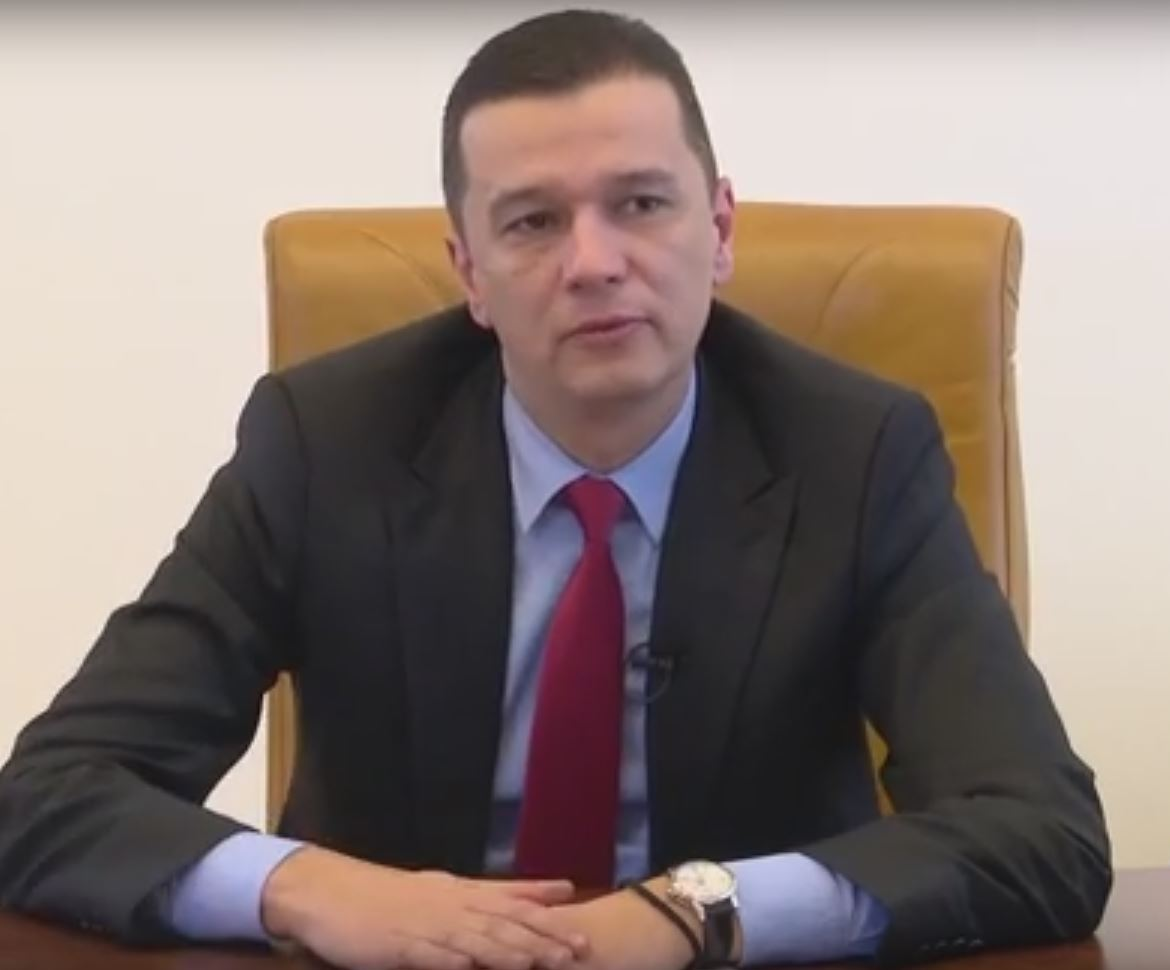
Le Premier ministre Sorin Grindeanu en 2015

Le conflit remonte à des évènements ayant eu lieu deux ans plus tôt, lorsque le Premier ministre Sorin Grindeanu déclare le 18 janvier 2017 avoir l'intention de faire libérer par décret 2500 prisonniers afin d'alléger la surpopulation carcérale. Le groupe de détenus comporte notamment des personnalités condamnées pour corruption, ce qui déclenche d’importantes manifestations et la menace du président de recourir à un référendum.
Le gouvernement poursuit tout de même dans sa décision et publie le 31 janvier 2017 une ordonnance d'urgence accordant une amnistie pour les auteurs d'infractions de moins de 200 000 lei, les peines de moins de cinq ans et les prisonniers en phase terminale. Devant la levée de boucliers qu'entraîne cette décision, dont notamment la démission du ministre de la justice, le gouvernement lève son décret le 5 février par le biais d'un second. Le Parlement approuve la proposition de référendum de Iohannis le 13 février lors d'une séance commune où elle obtient 310 voix pour et zéro contre. Le décret ayant été retiré, le projet n'est cependant pas poursuivi.
Le gouvernement réitère son intention de légiférer par ordonnance dans le domaine judiciaire. Ces projets s'attirent de vives critiques de la part de l'UE, qui s'inquiète d'une sape de l'état de droit et des progrès dans la lutte contre la corruption.

## Objet
Devant la poursuite des projets de réforme du système judiciaire, Iohannis décide en mars 2019 de soumettre la question de la validité de ces ordonnances directement à la population, le jour des élections européennes. Il affirme alors que les citoyens ont le droit de décider s'ils veulent ou non que la corruption devienne « la politique de l'État ». 
Deux questions sont ainsi proposées. D'une part, l'interdiction de toute grâce ou amnistie en faveur d'individus condamnés pour des faits de corruption. D'autre part, l'interdiction de l'utilisation des ordonnances d'urgence par le gouvernement dans des domaines touchant au pénal, ainsi qu'une ouverture du droit de contestation des ordonnances d'urgence devant la Cour constitutionnelle. Au moment du référendum, seul le médiateur de la république est habilité à saisir directement la cour en cas d'utilisation de ces ordonnances,.
Le projet de double référendum est soumis au parlement le 4 avril. Le parlement dispose alors de vingt jours pour se décider, ce qu'il fait le 17 lors d'une réunion en séance commune où le projet est voté par 218 pour, 11 contre et 3 abstentions. Iohannis signe le 25 avril le décret de convocation du scrutin,.

## Conditions
En Roumanie, un référendum requiert pour être légalement valide qu'au moins 25 % des inscrits aient exprimés un vote en faveur du oui ou du non à la question posée. À cette condition s'ajoute un quorum de participation de 30 %.
Le référendum étant consultatif, son résultat ne sera pas légalement contraignant même s'il est validé : les propositions ne seront pas nécessairement appliquées, le parlement conservant la liberté de les traduire en lois ou non. En revanche, en cas de validation, le résultat d'un référendum devient l'expression de la volonté du peuple souverain, selon une décision de la Cour constitutionnelle prise à la suite du référendum consultatif de 2009. Le parlement ne pourra dans ce cas voter aucune loi nouvelle allant à l'encontre du résultat exprimé,.

## Prise de position
| Position | Partis politiques                                          | Partis politiques                          |
| -------- | ---------------------------------------------------------- | ------------------------------------------ |
| ✔ Pour   |                                                            | Parti national libéral (PNL)               |
| ✔ Pour   | Union sauvez la Roumanie (USR)                             |                                            |
| ✔ Pour   | Parti de la liberté, de l'unité et de la solidarité (PLUS) |                                            |
| ✔ Pour   | Parti Mouvement populaire (PMP)                            |                                            |
| ✔ Pour   | Union démocrate magyare de Roumanie (UDMR)                 |                                            |
| ✔ Pour   | Forum démocratique des Allemands de Roumanie (FDGR)        |                                            |
| Boycott  |                                                            | Alliance des libéraux et démocrates (ALDE) |
| Boycott  | Parti socialiste roumain (PSR)                             |                                            |
| Boycott  | Parti national paysan chrétien-démocrate (PNȚCD)           |                                            |
| Boycott  | Parti écologiste roumain (PER)                             |                                            |
| Neutre   |                                                            | Parti social-démocrate (PSD)               |

## Résultats

### Interdiction des amnisties ou grâces en cas de corruption
| Choix               | Votants    | Votants | Inscrits | Inscrits |
| Choix               | Voix       | %       | %        | Quorum   |
| ------------------- | ---------- | ------- | -------- | -------- |
| Pour                | 6 459 383  | 85,91   | 35,34    |          |
| Contre              | 1 059 678  | 14,09   | 5,80     |          |
|                     |            |         |          |          |
| Votes exprimés      | 7 519 061  | 94,91   | 41,14    | ✔ 25 %   |
| Blancs et invalides | 403 530    | 5,09    | 2,21     |          |
| Total des votants   | 7 922 591  | 100,00  | 43,35    | ✔ 30 %   |
|                     |            |         |          |          |
| Abstentions         | 10 354 920 |         | 56,65    |          |
| Inscrits            | 18 277 511 | 100,00  |          |          |

Êtes-vous en faveur d'une interdiction d'amnistie ou de grâce en cas de corruption ?
| Votes Pour (85,91 %) |  |  | Votes Contre (14,09 %) |
| ▲                    |  |  |                        |
| Majorité absolue     |  |  |                        |

### Interdiction des ordonnances d'urgence en matière pénale
| Choix               | Votants    | Votants | Inscrits | Inscrits |
| Choix               | Voix       | %       | %        | Quorum   |
| ------------------- | ---------- | ------- | -------- | -------- |
| Pour                | 6 477 865  | 86,18   | 35,44    |          |
| Contre              | 1 038 916  | 13,82   | 5,68     |          |
|                     |            |         |          |          |
| Votes exprimés      | 7 516 781  | 95,86   | 41,12    | ✔ 25 %   |
| Blancs et invalides | 407 088    | 5,14    | 2,23     |          |
| Total des votants   | 7 923 869  | 100,00  | 43,35    | ✔ 30 %   |
|                     |            |         |          |          |
| Abstentions         | 10 354 421 |         | 56,65    |          |
| Inscrits            | 18 278 290 | 100,00  |          |          |

Êtes-vous favorable à l'interdiction des ordonnances d'urgence du gouvernement dans le domaine des infractions pénales, des peines et du code de procédure pénale, ainsi que l'extension du droit de contester les mesures d'urgence devant la Cour constitutionnelle?
| Votes Pour (86,18 %) |  |  | Votes Contre (13,82 %) |
| ▲                    |  |  |                        |
| Majorité absolue     |  |  |                        |

## Analyse et conséquences

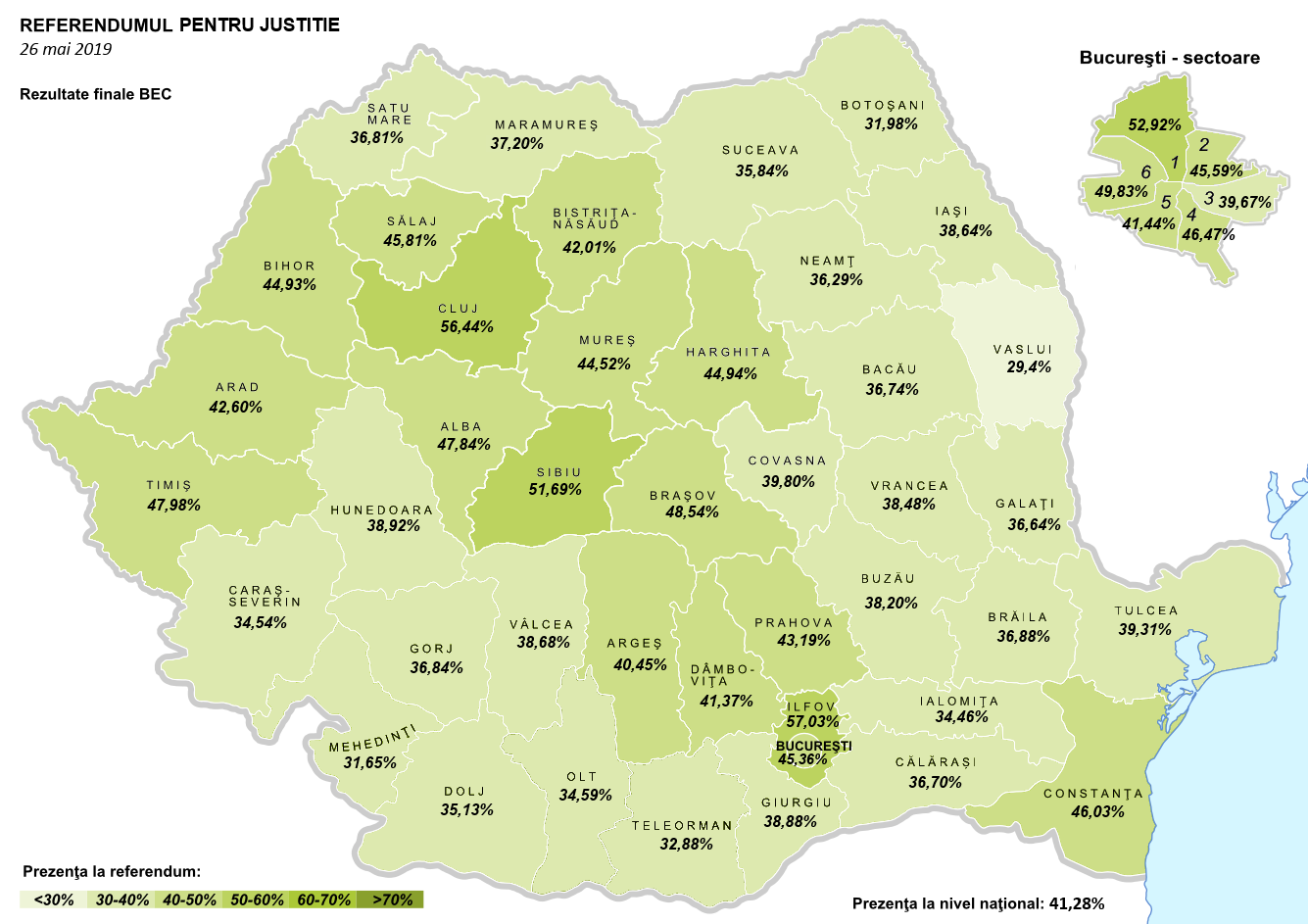
Taux de participation par județ.

Malgré l'appel au boycott des partis au pouvoir, les deux propositions recueillent 80 % de votes positifs pour un taux de participation qui, bien que ne s'élevant qu'à un peu plus de 40 %, se révèle plus important qu'attendu, et permet une validation des résultats par franchissement des quorum exigés. Ce résultat est considéré comme un désaveu de la coalition au pouvoir, et un soutien à la lutte anti corruption du président Klaus Iohannis.